# ラド・ドゥンバゼ
ウラジーミル・“ラド”・エリズバロヴィチ・ドゥンバゼ（ロシア語: Владимир (Ладо) Елизбарович Думбадзе、1877年〈または1878年〉 - 1936年）、民族名ヴラディメル・“ラド”・エリズバリス・ゼ・ドゥンバゼ（グルジア語: ვლადიმერ (ლადო) ელიზბარის ძე დუმბაძე）は、グルジア人のボリシェヴィキ。

## 生涯
1877年（または翌年）、ロシア帝国クタイス県ゾムレチに生まれ、1900年からロシア社会民主労働党党員となった。1908年4月に逮捕され、1910年に監視下で保釈されたが、翌1911年11月に逃亡した。1912年6月に再逮捕されイルクーツク県イルギンスクに流刑されたが、1917年3月19日に釈放された。
1918年から翌1919年にかけてソビエト副議長、ボリシェヴィキ・カフカース地方委員会メンバーを務め、同年から1920年までは赤軍に従軍。1920年9月15日から10月16日までアゼルバイジャン共産党中央委責任書記、9月から翌1921年までロシア共産党中央委カフカース局 (en) 内バクー局トロイカメンバー、1921年2月16日からグルジア革命委メンバー、4月6日から8月までグルジア社会主義ソビエト共和国労働人民委員、12月までグルジア共和国労組会議議長を務めた。同年にはグルジア共産党中央委書記でもあった。1921年から翌1922年までグルジア共和国食糧人民委員、1921年12月28日から党中央委幹部会メンバー候補、1922年1月12日から翌1923年2月7日までチフリス市ソビエト執行委議長、1922年3月7日から1924年まで再度労働人民委員、同年1月から1926年まで生産者組合連合議長、1925年には農業協会会長、チフリス革命博物館館長に就いたが、グルジア共和国赤十字社組織部部長を務めていた1927年に逮捕・党籍剥奪され、クリミア自治共和国に3年間追放された。
その後、1934年12月まではバシキール自治共和国ステルリタマクで連邦軽工業人民委員部全連邦産業廃棄物収集・リサイクル部会計士として働いていたが、同月26日に再び逮捕され、翌1935年4月4日に懲役5年の有罪判決を受けた。ドゥンバゼは深刻な脳障害を患った末、1936年にスーズダリのNKVD刑務所で死去した。その後、名誉回復がなされた。